# Serie TI-73
La serie TI-73 son calculadoras gráficas hechas por Texas Instruments.
El primer TI-73 fue diseñado originalmente en 1998 como reemplazo para el TI-80 para el uso en un nivel de escuela media (grados 6-9). Su ventaja primaria sobre el TI-80 fue su memoria flash de 512 KB, que contenía el sistema operativo de la calculadora y permitía que la calculadora fuera actualizada. Otras ventajas sobre el TI-80 eran la pantalla de tamaño estándar del TI-73 (en comparación con la pantalla más pequeña del TI-80), la adición de un puerto de enlace, 25 KB de RAM (a diferencia de los 5 KB de RAM del TI-80), y un procesador Zilog Z80 más rápido de 6 MHz (en lugar del procesador propietario de 980 kHz del TI-80). El TI-73 también usaba 4 baterías AAA estándar con una batería de litio de respaldo (en vez de las 2 baterías de litio CR2032 del TI-80).

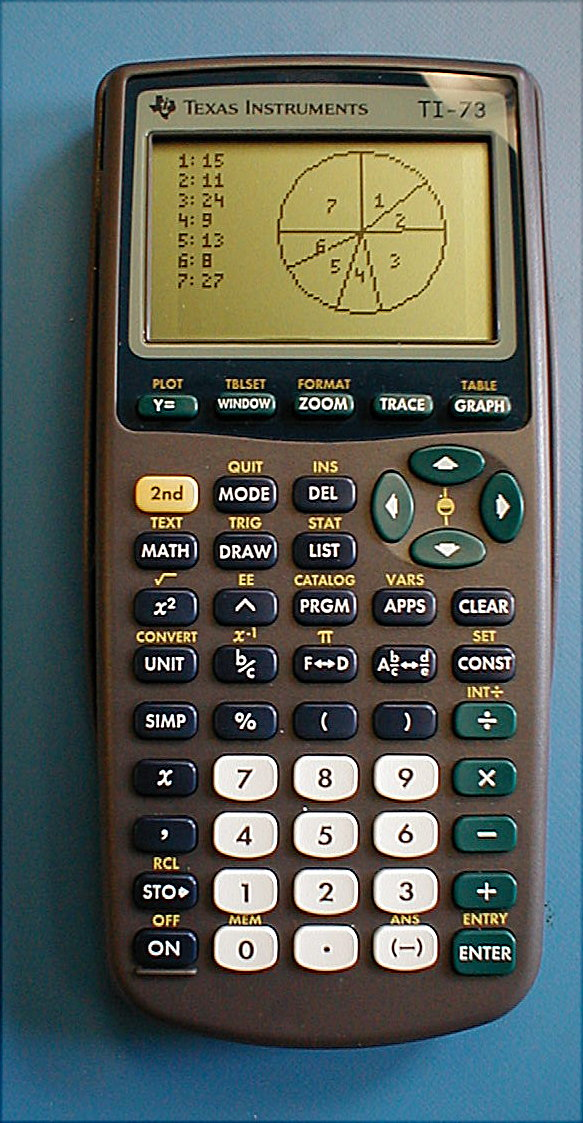
Ti 73 Graphing Calculator

En 2003, el TI-73 ha sido ligeramente rediseñado y se ha renombrado como el TI-73 Explorer para indicar su uso previsto como puente entre el TI-15 y calculadoras similares y los TI-83 Plus, TI-84 Plus, y calculadoras similares.
Debido a la carencia de demanda en escuelas medias, al TI-73 y el TI-73 Expplorer no han tenido enormes ventas para TI y no se encuentran en la mayoría de las tiendas al por menor.
Hay también una 'caparazón' ensamblado en ella, conocido como Mallard.